# Portugals kolonialkrig
Portugals kolonialkrig (portugisiska: Guerra Colonial Portuguesa), även Portugisiska kolonialkriget, var de krig som Portugals militär utkämpade under 1960-talet och det tidiga 1970-talet mot nationalistiska rörelser i portugisiska afrikanska besittningar. Konflikterna utkämpades mellan 1961 och 1975. Nejlikerevolutionen 1974 blev början på konflikternas slut. Till skillnad från många andra kolonialmakter, lämnade inte Portugal sina kolonier under 1950- och 60-talen.

## Bakgrund
Portugal var det första europeiska land att upptäcka och kolonisera Afrika. Henrik Sjöfararen organiserade upptäcktsfärder längs Afrikas västkust.
Handelsstationer anlades  i Guinea år 1446, Dahomey år 1472, São Tomé år 1470, Angola vid Kongoflodens mynning år 1483, Moçambique år 1500 och Goa i Indien år 1498.
Fram till mitten på 1800-talet byggde den portugisiska koloniala ekonomin på handel med slavar och elfenben. Slavhandeln förbjöds 1858 och ersattes av handel med gummi och jordbruksprodukter och från 1920-talet blev diamanter och olja allt viktigare inkomstkälla.
Under hela denna tid utmanades den portugisiska handeln av Nederländerna, Storbritannien och Frankrike och på 1900-talet även av Tyskland. År 1884 kallade den tyske rikskanslern Bismarck till en internationell konferens i Berlin för att besluta om kolonialmakternas anspråk på landområden. Portugal tilldelades Guinea, Angola och Moçambique. Men förutsättningen var att de kontrollerade de inre markområdena.

### Portugals kolonialpolitik under 1900-talet
År 1908 i februari mördades kung Carlos I av Portugal och republik infördes. Administrationen i de portugisiska kolonierna decentraliserades och fick en viss grad av självstyrelse och en egen ekonomi. Guvernören fick i uppdrag att se till att den inhemska befolkningen skulle uppfostras och skyddas. Men de fick inga politiska rättigheter, utom inom sina egna folkgrupper och lokalsamhällen.
I slutet på 1920-talet havererade Portugals ekonomi och president Oscar Carmona tvingades att vända sig till Nationernas Förbund och begära nödlån. Presidenten utsåg ekonomiprofessorn António de Oliveira Salazar till finansminister. Några år senare utsågs han till statsminister och begärde oinskränkta befogenheter. Därefter började han skapa Den Nya Staten, vilket fick stora konsekvenser för kolonierna. Självstyre för kolonierna upphörde. Ekonomin inlemmades i Portugals ekonomi. Arbetslösa och kriminella personer utvisades till kolonierna. Fler polis och militärer skickades till kolonierna. Produkter såsom kaffe, bomull och naturresurser fick bara exporteras till Portugal. Förnödenheter fick bara importeras från Portugal. Priser bestämdes i Lissabon. Ekonomin stabiliserades, men kolonierna fick betala.

## Kolonialkriget
Afrikas avkolonisering började på 1950-talet då de koloniserade folken började kräva självständighet. Det brittiska imperiet byggde till stor del på indirekt styre och åtskillnad mellan koloniserade och kolonisatörer. De franska och portugisiska imperierna var mera centraliserade och inriktade på assimilation. Det ledde till att frigörelsen från dessa kolonialmakter ofta blev våldsammare.

### Portugisiska Västafrika (nuvarande Angola)
På 1950-talet tilltog oppositionen mot Den Nya Staten. Flera afrikanska ledare studerade i Lissabon eller Paris. I Portugal fick de stöd av kommunister och andra regimkritiska grupper. Men fackföreningar var förbjudna, vänsterinriktade organisationer förföljdes och många av dess ledare deporterades till avlägsna öar i Kap Verde-arkipelagen.
Flera engelska och franska kolonier fick sin självständighet under ordnade former. Men Portugal var så ekonomiskt beroende av sina Provinser på andra sidan havet att det var otänkbart. Flera befrielsegrupper bildades för att uppnå självständighet. Det kalla kriget hindrade dock FN att ta ställning och stormakterna bevakade sina intressen. För Angola bildades MPLA som stöddes av Moskva, FNLA med stöd från Washington och UNITA med stöd från den Sydafrikanska unionen. Senare fick MPLA också stöd från Kuba. Denna situation gjorde att befrielsekriget i Angola varade i fjorton år.

#### Uppror
På en bomullsplantage i regionen Baixa de Cassange protesterade tvångsarbetarna mot den inhumana behandlingen. Den 3 januari 1961 rev de sönder sina ID-kort och attackerade portugisiska förmän. Bomullsfält sattes i brand. Portugal svarade med att skicka bombplan som fällde brandbomber över närliggande byar. Upprorsmakarna António Mariano and Kulu-Xingu fångades in och avrättades utan rättegång.
Den 4 februari attackerade milismän från MPLA fängelset São Paulo i Luanda för att befria alla politiska fångar. Ett par fångvaktare och alla milismän dödades, men inga fångar befriades.
Den 15 mars gick UPA in över gränsen från Kongo med cirka 3 000 soldater under ledning av Holden Roberto. Gerillaarmén dödade tusentals vita nybyggare på vägen till Luanda.

#### Tillslag mot gerillan
Den fascistiska regimen reagerade kraftfullt. Våren 1961 förstärktes Portugals kolonialarmé med flera förband, bland annat en luftbataljon under general Pinto de Recende, det 345. kavalleriförbandet under general Spinola och fältjägarförband. Det 4. fältjägarförbandet deltog i Operation Cassange och Operatio Pedra Verde (Gröna berget).
De var särskilt tränade i anti-gerilla-taktik, I Cassange bombade de byar med napalm. Pedra Verde var UPA:s sista bas i norra Angola och den intogs och förstördes i september. I dessa operationer dödades ärmare 40 000 afrikaner och mer än 300 000 angolaner flydde till Kongo-Kinshasa.

### Portugisiska Guinea (Guinea-Bissau)
I Guinea upprättades 1956 befrielserörelsen, Partido Africano i Guinea och Cabo Verde, PAIGC. Ledaren Amilcar Cabral krävde självständighet för såväl Guinea. som för Kap Verde.
Efter en inbjudan från president Sékou Touré kunde PAIGC sätta upp huvudkontor och skolor i Guinea-Conakry och träna soldater i Ghana.
Den första fasen av den väpnade kampen innebar att PAIGC utförde sabotage och bakhåll mot portugiserna. Gerillan erövrade större och mindre områden på landsbygden och lyckades försvara dessa. Cabral insåg snart att skulle kampen lyckas måste han få med bondbefolkningen och för att det skulle lyckas måste han klargöra att enda sättet för deras barn att få det bättre gick genom väpnad kamp.
I januari 1963 angrep PAIGC det portugisiska fortet i Tite söder om huvudstaden Bissau. Samtidigt utförde gerillan ett flertal attacker på landsbygden i norra delarna av landet. 1964 började PAIGC bygga upp en reguljär armé och kontrollerade snart stora dela av landsbygden i norr och öster. Portugals militära styrkor ökade från 1 000 soldater år 1961 till över 30 000 1966. PAIGC fick vapen från Sovjet och annan militär hjälp från Kuba och Kina. Kriget blev det mest intensiva och förstörande av alla konflikter under kolonialkriget.
År 1968 utnämndes en ny militärguvernör för Guinea, Antonio Spinola, tidigare befälhavare i Angola. Han stödde en politik som byggde på respekt för etniska guineaner och de traditionella auktoriteterna. Mot slutet av 60-talet insåg den portugisiska ledningen att läget var allvarligt. Propaganda och terror mot civilbefolkningen hade ingen effekt. Kolonialarmén satte då in flygplan och bombade byar och odlingar och boskap. År 1970 inledde den portugisiska militären amfibieoperation Green Sea i grannlandet Guinea-Conakry. Syftet var att störta landets president Sékou Touré, förstöra PAIG:s baser och tillfångata Amilcar Cabral.
Från 1971 användes napalm vid dessa bombattacker och genom NATO kunde man inleda kemisk krigföring. Portugisiska styrkor fortsatte eskalera kriget och tillgrep oortodoxa metoder vilket kulminerade i mordet på Amilcar Cabral i januari 1973. Bakom mordet låg den hemliga polisen, PIDE som hade lejt afrikaner i Guinea Conakry. Men kriget fortsatte och PAIGC hade nya framgångar och snart kontrollerade rebellerna större delen av landet. Guinea-Bissau utropades som självständig stat år 1973. I april året därpå föll diktaturen i Portugal.

### Portugisiska Östafrika (nuvarande Moçambique)
År 1962 bildades befrielserörelsen FRELIMO med Eduardo Mondlane som ledare. Med Tanzania som bas började den militära och civila penetrationen av Moçambique från norr. Efter Mondlanes död (1969) öppnades en andra front i Teteprovinsen, där Moçambiques största utvecklingsföretag, Cabora Bassa-dammen, pågick. Det portugisiska motståndet var hårt, men upphörde i ett slag då diktaturen i hemlandet störtades. År 1975 kunde FRELIMO överta ledningen av det fria Moçambique, som därefter utropades som folkrepublik på marxistisk-leninistisk grund. President blev Samora Machel, FRELIMO:s ledare sedan 1969 och efter dennes död Joaquim Chissano. Flera faktorer medverkade till att efterhand modifiera den socialistiska kursen: Det ekonomiska beroendet av Sydafrika, det desperata behovet av utländskt bstånd för att undvika ekonomiskt kaos och hungersnöd samt framväxten av den sydafrikanska motståndsrörelsen RENAMO, som genom sabotage gjorde nästan hela landet osäkert. Det dröjde sedan till 22 juni 1975 innan Moçambique blev självständigt från Portugal.

### Övriga portugisiska besittningar i Afrika
Portugal hade flera mindre besittningar i Afrika: Kap Verde, öarna São Tomé och Principe i kolonin São Tomé och Príncipe och Kabinda. I Dahomey anlade portugisiska sjöfarare fortet Johannes Döparen av Ajuda vid kusten i nuvarande Benin.
Sommaren 1974 träffades representanter för PAIGC och Portugal i Algeriet för att förhandla om Guineas självständighet. PAIGC krävde att förhandlingarna skulle gälla även för Kap Verde. Men detta komplicerade förhandlingarna. Till slut gav Portugal med sig och Kap Verde blev självständigt den 5 juli 1975. I början av 1900-talet ansågs São Tomé och Principe vara Portugals mönsterkoloni. Öarna ligger på ekvatorn och var som en botanisk trädgård. Kaffe och kakao producerades i plantager och ekonomin var god. Efter Nejlikerevolutionen 1974 blev öarna självständiga. Kabinda ligger norr om Kongoflodens mynning. I söder och öster gränsar provinsen till Kongo-Kinshasa och i norr till Kongo-Brazzaville. Alvoravtalet 1975, stadgade att Kabinda skulle vara en del av Angola, men detta avtal förkastades av alla politiska krafter i Kabinda. Ouidah (på portugisiska Ajuda) är en stad vid atlantkusten. Fortet Ajuda, en av de största utskeppningshamnarna för slavar från Västafrika,  var under portugisisk kontroll mellan 1680 och 1961. Benin hade blivit självständigt från Frankrike året innan.

### OAU:s roll
OAU är en afrikansk samarbetsorganisation, grundad år 1963 i Addis Abeba. OAU:s panafrikanska målsättning är Afrikas förenta stater, men det har förhindrats av motsättningar mellan franska och engelskspråkiga stater. Det finns också olika uppfattningar mellan de mer utpräglat afrikanska staterna söder om Sahara och de arabisk-islamska staterna i Nordafrika. OAU:s främsta mål att alla afrikanska stater ska vara självständiga. Men fortfarande styrs Västsahara, som var en spansk koloni, av Marocko.
Statscheferna möts i årliga sammankomster i någon av världsdelens huvudstäder och i allmänhet väljs värdlandets president till ordförande för kommande år. Efter det demokratiska genombrottet i Sydafrika och landets upptagande som OAU-medlem år 1994 inleddes en ny epok i det afrikanska samarbetet.
OAU har stött flera befrielseorganisationer med militär träning och med vapen. Organisationen erkände redan 1963 Angolas exilregering GRAE, som leddes av Holden Roberto med Jonas Savimbi som utrikesminister. Även MPLA fick stöd av OAU från 1967. PAIGC, erkändes efter 1964 som legitim representant för Guinea-Bissau och Kap Verde. Frelimo i Moçambique erkändes 1965.

## Efterverkningar

### Fredsavtal
Efter Nejlikerevolutionen i Lissabon 1974 blev det klart att portugisiska staten skulle lämna de flesta av sina provinser på andra sidan haven. Portugisiska arméförband i Afrika införde eldupphör och började förbereda för att resa hem till Portugal. Fredsförhandlingar inleddes och Portugal accepterade självständighet för Guinea-Bissau, Kap Verde-öarna, São Tomé och Principe och Moçambique. För Angola träffades ett fredsavtal i Alvor 15 januari 1975. Men republiken Kabinda, som erkänts av OAU hade ej fått delta i förhandlingarna och accepterade inte att bli en provins i Angola. De tre befrielserörelserna i Angola skrev under avtalet, men två veckor senare gick FNLA och UNITA samman och försökte utplåna MPLA. De lyckades inte och MPLA kom först att få kontroll över huvudstaden Luanda och kunde utropa Folkrepubliken Angola den 11 november 1975.

### Inbördeskrig i Angola
Den marxist-leninistiska befrielserörelsen MPLA, understödd av Sovjetunionen, och dess allierade (däribland Kuba), tog kontrollen över huvudstaden Luanda och större delen av övriga landet. MPLA var den antikoloniala befrielserörelse som åtnjöt det största folkliga stödet i Angola under kriget mot den portugisiska kolonialmakten. Den USA- och Zairestödda FNLA-gerillan marginaliserades snabbt, medan den sydafrikastödda, senare USA-stödda, antikommunistiska UNITA-gerillan höll sig kvar i södra delen av landet och senare erhöll militärt bistånd från Sydafrika. I november 1975 invaderades Kabinda av angolanska och kubanska styrkor som avsatte landets regering och inlemmade Kabinda i Angola. FLEC fortsatte att föra sin politiska och militära kamp för självständighet.

### Inbördeskrig i Moçambique
Inbördeskriget började 1977, två år efter självständighetskriget avslutades. Det styrande partiet, FRELIMO, motsatte sig våldsamt det från 1977 rhodesiska- och (senare) sydafrikanska finansierade motståndsrörelsen RENAMO. Över 900 000 dog i striderna och av svält, fem miljoner civila var på flykt, många amputerade av minor, ett arv från kriget som fortsatte att plåga Moçambique.